# 담쟁이 (영화)
《담쟁이》는 2020년에 개봉한 대한민국의 퀴어 영화이다. 40대 여성 은수와 20대 여성 예원, 그리고 9살 아이 수민이 대안가족을 이뤄 살아가는 가족 영화다. 단국대 영화콘텐츠 전문대학원을 졸업한 한제이 감독의 데뷔작이며, 2018년도 영화진흥위원회 독립장편예술영화 제작지원작이다.
한제이 감독은 대학원 졸업작품을 준비하던 중에 영화의 첫 구상을 떠올렸다. '키다리 아저씨가 여자였다면'에서 출발한 아이디어와, 응급실에 실려갔는데 공식적인 보호자로 인정받지 못해 서로 면회를 할 수 없었던 동성 부부 이야기를 듣고 놀랐던 인상을 반영하여 영화를 제작하였다고 말했다.

## 캐스팅
- 우미화 : 정은수 역
- 이연 : 김예원 역
- 김보민 : 수민 역
- 박지안 : 매점 친구 2 역
- 김아람 : 조문객 3 역

## 같이 보기
- 2020년 대한민국의 영화 목록

## 수상
- 2020년 제22회 서울국제여성영화제 후보 퀴어 레인보우
- 2020년 제21회 전주국제영화제 후보 한국경쟁
- 2020년 제11회 광주여성영화제 후보 한국장편